# Izatha mesoschista
Izatha mesoschista là một loài bướm đêm thuộc họ Oecophoridae. Nó là loài đặc hữu của New Zealand, ở đó nó is found throughout the North Island, ngoại trừ Aupouri peninsula, Hawkes Bay thường được gọi là Wairarapa.
Sải cánh dài 15.5–21 mm đối với con đực và 17–25 mm đối với con cái. Con trưởng thành bay từ tháng 10 đến tháng 2.
Larvae have been reared from Populus species, presumably from the dead wood, và another from pine logs.

## Hình ảnh

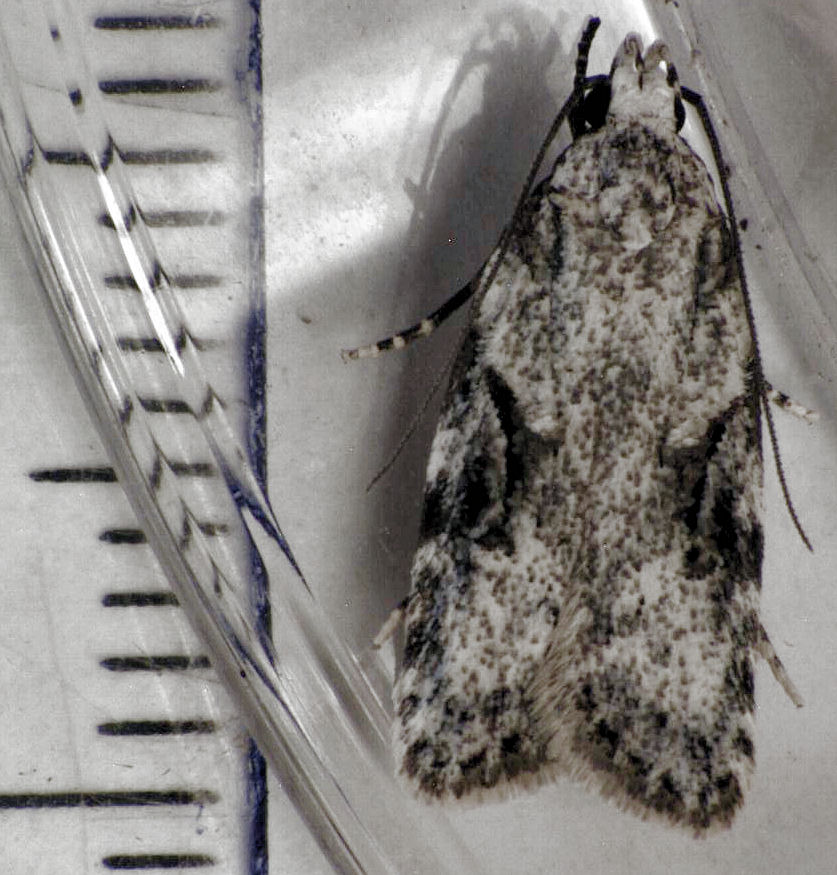
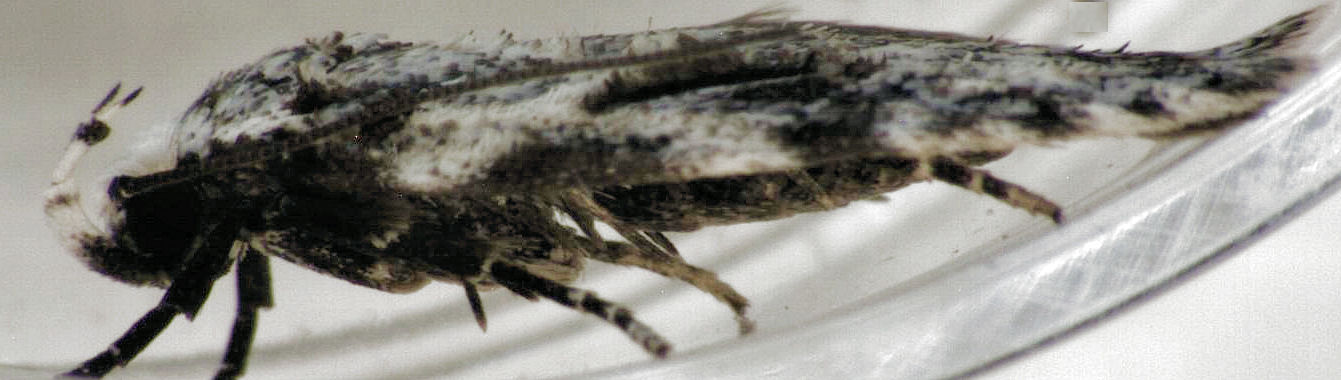